# Sebastian Koto Khoarai
Sebastian Koto Khoarai OMI (ur. 11 września 1929 w Koaling, zm. 17 kwietnia 2021 w Mazenod) – sotyjski duchowny katolicki, biskup diecezji Mohale’s Hoek w latach 1978–2014, kardynał.

## Życiorys
Był oblatem. Święcenia kapłańskie otrzymał w dniu 21 grudnia 1956.
17 listopada 1977 papież Paweł VI mianował go biskupem diecezji Mohale’s Hoek. Sakry biskupiej udzielił mu 2 kwietnia 1978 metropolita Maseru arcybiskup Alfonso Liguori Morapeli.
11 lutego 2014 przeszedł na emeryturę.
9 października 2016 ogłoszono jego nominację kardynalską. Insygniów nowej godności nie odebrał 19 listopada ze względu na wiek i stan zdrowia. Wręczył mu je nuncjusz w Lesotho arcybiskup Peter Bryan Wells. Z racji ukończenia 80. roku życia przed kreacją, nie miał uprawnień elektorskich.